# Mato Jajalo
Mato Jajalo (Jajce, 25 de maio de 1988) é um futebolista profissional bósnio que atua como volante.

## Carreira
Mato Jajalo começou a carreira no Slaven Belupo.